# Brewers of Europe
Brewers of Europe (aussi parfois dénommée Brasseurs européens) est une organisation basée à Bruxelles qui représente les associations nationales de brasseurs auprès de l'Union européenne. Elle a été fondée en 1958 sous le nom de « Communauté du travail des Brasseurs du Marché Commun - CBMC » avant de devenir « Brewers of Europe » en 2001. L'organisation représente les intérêts de plus de 10 000 brasseries dans 29 pays européens, employant plus de 200 000 personnes et produisant environ 40 milliards de litres de bière par an. Elle vise à promouvoir et à protéger l'industrie brassicole européenne en travaillant avec les décideurs politiques et les parties prenantes pour créer un cadre législatif favorable aux brasseurs européens. Brewers of Europe s'engage également à promouvoir la consommation responsable de bière et le développement durable dans l'industrie brassicole.
Ils ont développé des initiatives telles que BeerWisdom qui vise à encourager une consommation responsable de la bière, Proud to be Clear qui appelle les brasseurs à être transparents sur l'étiquetage des ingrédients et le « Brewers Forum » qui réunit des brasseurs européens pour discuter des questions clefs de l'industrie telles que le développement durable , l'innovation et les tendances de consommation. Brewers of Europe est dirigé par un président élu par les membres de l'organisation pour un mandat de trois ans. Le président actuel est Lasse Aho. L'organisation est également soutenue par un Secrétaire Général basé à Bruxelles, qui fournit des conseils et un soutien aux membres de l'organisation.

## European Brewery Convention
Fondée en 1947, l'European Brewery Convention (EBC ou Convention Brassicole Européenne) est le bras scientifique et technologique de Brewers of Europe, se définissant en termes de « facilitation de la création, du transfert et de la collaboration des connaissances entre les partenaires, les producteurs de bière et les organisations académiques, au profit de la secteur brassicole, les consommateurs et la communauté. » EBC est peut-être plus connue pour le congrès biennal EBC, un forum d'échange scientifique entre les brasseurs européens et mondiaux. Depuis 2018, ce forum a lieu au même moment et au même endroit que le Brewers Forum. L'EBC et les Brasseurs d'Europe ont fusionné en 2008.

## Organisation
Globalement, Brewers of Europe encourage un dialogue ouvert entre ses membres sur toutes les questions relevant des compétences de l'association. En promouvant ses intérêts et en conseillant les institutions de l'UE et les organisations internationales sur tous les aspects de la politique et de la législation affectant le secteur brassicole, Brewers of Europe est ainsi en mesure d'informer les institutions européennes et internationales de ses besoins particuliers et de veiller à ce que les initiatives législatives prennent en considération les exigences du secteur.
L'organisation représente les intérêts d'environ 10 000 brasseurs à travers l'Europe, la grande majorité sont des établissements de petite et moyenne taille, locaux et familiaux. En outre, l'organisation cherche à représenter et à défendre les intérêts de ces 2 millions de personnes à travers l'Europe dont les emplois sont dus à la bière.

## Principales thématiques
Globalement, Brewers of Europe travaille sur 5 thèmes principaux :
- Bière et société
- Bière et économie
- Intégrité de la bière
- EBC – Convention Brassicole Européenne
- Communication

## Membres
Les membres sont :
- Allemagne : Deutscher Brauer-Bund e. V
- Autriche : Verband der Brauereien Österreichs
- Belgique : Brasseurs belges
- Bulgarie : Union of Brewers in Bulgaria (UBB)
- Croatie : Association of Beer Producers (Chambre croate d'économie)
- Chypre : ΣΥΝΔΕΣΜΟΣ ΖΥΘΟΠΑΡΑΓΩΓΩΝ ΚΥΠΡΟΥ (Association des brasseurs de Chypre)
- Danemark : Bryggeriforeningen
- Espagne : Cerveceros de España
- Finlande : Panimoliitto
- France : Brasseurs de France
- Grèce : Association Hellénique des Brasseurs
- Hongrie : Magyar Sörgyártók Szövetsége
- Irlande : Irish Brewers Association
- Italie : Assobirra - Associazione dei Birrai e dei Maltatori
- Lituanie : Lietuvos aludarių gildija
- Luxembourg : Confédération des Brasseries et des Brasseurs du Luxembourg (CBBL)
- Malte : Chambre de commerce, d'entreprise et d'industrie de Malte
- Norvège : Bryggeri- og drikkevareforeningen (BROD)
- Pologne : Związek Pracodawców Przemysłu Piwowarskiego w Polsce – Browary Polskie
- Portugal : Cervejeiros de Portugal
- Roumanie : Asociatia Berarii Romaniei
- Pays-Bas : Nederlandse Brouwers
- Royaume-Uni : British Beer and Pub Association
- Slovaquie : Slovenské Združenie Výrobcov Piva a Sladu
- Slovénie : Chambre de commerce et d'Industrie de Slovénie, Chambre des Entreprises Agricoles et Alimentaires, Association des Brasseurs Slovènes
- Suède : Sveriges Bryggerier AB
- Suisse : Schweizer Brauerei-Verband
- Tchéquie : Český Svaz Pivovarů a Sladoven
- Turquie : Bira ve Malt Üreticileri Derneği (BMÜD)